# Corb marí d'ulleres
El corb marí d'ulleres (Urile perspicillatus) era un ocell marí de la família dels falacrocoràcids (Phalacrocoracidae) conegut per cinc espècimens de l'illa de Bering, una de les illes del Comandant. L'espècie va resultar extinta cap a 1850.
L'any 2018 es va demostrar que l'actual distribució era una relíquia d'una distribució prehistòrica més àmplia, quan es van trobar fòssils de l'espècie de fa cent vint mil anys al Japó. És l'espècie de corb marí més gros que es coneix que ha existit.

## Descripció
L'espècie va ser identificada per primera vegada per Georg Wilhelm Steller el 1741 durant la desastrosa segona expedició a Kamchatka de Vitus Bering. Va descriure l'ocell com a gros, maldestre i gairebé sense capacitat de vol, tot i que probablement era reticent a volar en lloc de ser físicament incapaç, i va escriure que "pesaven entre 5,5 i 7 kg, de manera que un sol ocell era suficient per a tres homes famolencs". Tot i que els corbs marins normalment tenen un mal gust, Steller diu que aquest ocell tenia un gust deliciós, sobretot quan es cuinava a la manera dels Kamchadals nadius, que embolicaven tot l'ocell amb argila, l'enterraven i el coïen en un forat calent.
Amb una massa corporal estimada entre 3,5 i 6,8 kg i una longitud de fins a uns 100 cm, el corb marí d'ulleres era força més gros que tots els altres corbs marins coneguts. De manera similar al corb marí de les Galàpagos (Nannopterum harrisi), que potser rivalitzava amb ell en longitud, però no en pes, es creu que el corb marí d'ulleres ha perdut, com a mínim en gran part, la potència de vol, com ho demostra la reducció de l'estèrnum i la corda de l'ala dels exemplars de museu. Aquesta espècie era majoritàriament de color negre brillant, amb una brillantor verdosa que podria haver estat força intensa amb llum intensa.
Es podia veure una gran taca blanca contrastant als flancs inferiors, just per sobre de les potes. Com altres corbs marins, tenien petites taques de pell nua al voltant de la cara, incloent-hi una petita taca gular i una petita quantitat de pell nua al voltant dels ulls; aquestes zones normalment semblaven ser d'un color groc apagat o grisenc, però durant el temps de cria, poden haver canviat a un to ataronjat-vermellós brillant. Durant aquest temps, també tenien una cresta prominent al cap. La pell nua al voltant dels ulls, així com la cresta, no eren presents a les femelles.

## Extinció
A part del fet que s'alimentava de peixos, gairebé no se sap res més sobre la història de la vida d'aquest ocell. La població va disminuir ràpidament després que més visitants de la zona comencessin a recollir els ocells per obtenir aliment i plomes. Els informes sobre zones rendible de caça de balenes i grans poblacions de guineus àrtiques i altres animals amb pells valuoses van provocar una afluència massiva de baleners i comerciants de pells a la regió; es va informar que els darrers ocells van viure al voltant de 1850 a l'illot Kamen Ariy (rus:«Камень Арий»), davant de l'extrem nord-oest de l'illa de Bering.
Actualment, només es conserven set exemplars coneguts en col·leccions públiques, i tots els exemplars van ser recollits i donats pel mateix individu. Cap d'aquests exemplars està disponible en exposició pública.
Un presumpte registre prehistòric de l'illa d'Amchitka, Alaska, es basa en la identificació errònia de restes de corb marí orellut (Phalacrocorax auritus).

## Taxonomia
Anteriorment, es classificava en el gènere Phalacrocorax, però el 2021, el COI el va reclassificar juntament amb diverses altres espècies de corb marí del Pacífic al gènere Urile, basant-se en un estudi del 2014 que donava suport a la reclassificació del corb marí de Brandt, de màscara roja i pelàgic en aquest gènere. Tot i que el corb marí d'ulleres no es va esmentar a l'estudi del 2014 i la seva posició taxonòmica actual no es pot resoldre segons les filogènies actuals, també es va reclassificar a Urile basant-se en la relació percebuda amb aquestes espècies.